# Grista
Die Grista, auch Grieste, war ein  russisches Gewichtsmaß für Heu. Eine Grieste wurde in Kurland zusammengedrehtes Heu benannt. Das Gewicht war etwa 1 Liespfund. Auf einer Fläche von 2,400 Quadrat-Faden (russ.) (etwa 2000 Quadratmeter) rechnete man mit maximal 10 Saaden (Bach- und Heustroh) bis minimal 4 Saaden (Moorstroh).
Das Maß entsprach ½ Pud, etwa 20 Pfund (russ.). So entsprachen 480 Grista einem Parms/Penna, der größeren Einheit und waren 240 Pud.
- 1 Grista =  16,7 Zollpfund =  8,35 Kilogramm (Zollpfund mit 0,5 Kilogramm angenommen)
- 1 Grista = 20 Funta/Pfund (russ.) (bei Lieferung an die Armee 25 Pfund (russ.)) = etwa mehr als 8 Kilogramm
- 1 Fuder Heu = 15 Pud = 30 Grista
- 1 Saade = 10 Grista[1]